# Friedrich Heine (Schauspieler)
Friedrich Heine (* 1998 in Leipzig) ist ein deutscher Kinderdarsteller.

## Leben
Friedrich Heines Großvater ist der deutsche Autor und Kabarettist Bernd-Lutz Lange.
Heine war 2009 unter der Regie von Bernd Böhlich in den zwei Fernsehfilmen Bei uns und um die Ecke und Krauses Kur zu sehen. Nachdem er 2010 in Glückstreffer – Anne und der Boxer die Rolle des Kasimir verkörperte, spielte Heine in der In-aller-Freundschaft-Folge Wer einmal lügt ... 2012 stellte er in dem Kinderfilm Yoko den Lukas dar und gab den Hänsel in der Märchenverfilmung Hänsel und Gretel.

## Filmografie
- 2009: Bei uns und um die Ecke (TV), Regie: Bernd Böhlich
- 2009: Krauses Kur (TV), Regie: Bernd Böhlich
- 2010: Glückstreffer – Anne und der Boxer (TV), Regie: Joseph Orr
- 2011: In aller Freundschaft (Folge: Wer einmal lügt ...), Regie: Peter Wekwerth
- 2011: Krauses Braut (TV), Regie: Bernd Böhlich
- 2012: Yoko, Regie: Franziska Buch
- 2012: Hänsel und Gretel (TV), Regie: Uwe Janson
- 2013: Der Geschmack von Apfelkernen, Regie: Vivian Naefe